# هيكتور كزافييه
هيكتور كزافييه (بالإسبانية: Héctor Xavier)‏ هو رسام مكسيكي، ولد في 1921، وتوفي في 3 يوليو 1994.